# Kecskemét
Kecskemét este un oraș în Ungaria. Este reședința comitatului Bács-Kiskun și unul dintre cele 23 orașe cu statut de comitat ale țării.

## Personalități născute aici
- József Katona (1791 - 1830), scriitor;
- Zoltán Kodály (1882 - 1967), compozitor;
- Kálmán Latabár (1902 - 1970), actor;
- Kati Zsigóné (n. 1953), artist plastic.

## Demografie
Componența etnică a municipiului Kecskemét
     Maghiari (95,15%)
     Germani (1,45%)
     Romi (1,23%)
     Necunoscut (1,02%)
     Alții (1,15%)
Componența confesională a municipiului Kecskemét
     Romano-catolici (41,19%)
     Fără religie (16,47%)
     Reformați (10,6%)
     Atei (1,48%)
     Luterani (1,22%)
     Necunoscută (28,59%)
     Alte religii (2,07%)
Conform recensământului din 2011, orașul Kecskemét avea 107.407 locuitori. Din punct de vedere etnic, majoritatea locuitorilor (95,15%) erau maghiari, existând și minorități de germani (1,45%) și romi (1,23%). Apartenența etnică nu este cunoscută în cazul a 1,02% din locuitori. Nu există o religie majoritară, locuitorii fiind romano-catolici (41,19%), persoane fără religie (16,47%), reformați (10,6%), atei (1,48%) și luterani (1,22%). Pentru 28,59% din locuitori nu este cunoscută apartenența confesională.